# Settela Steinbach

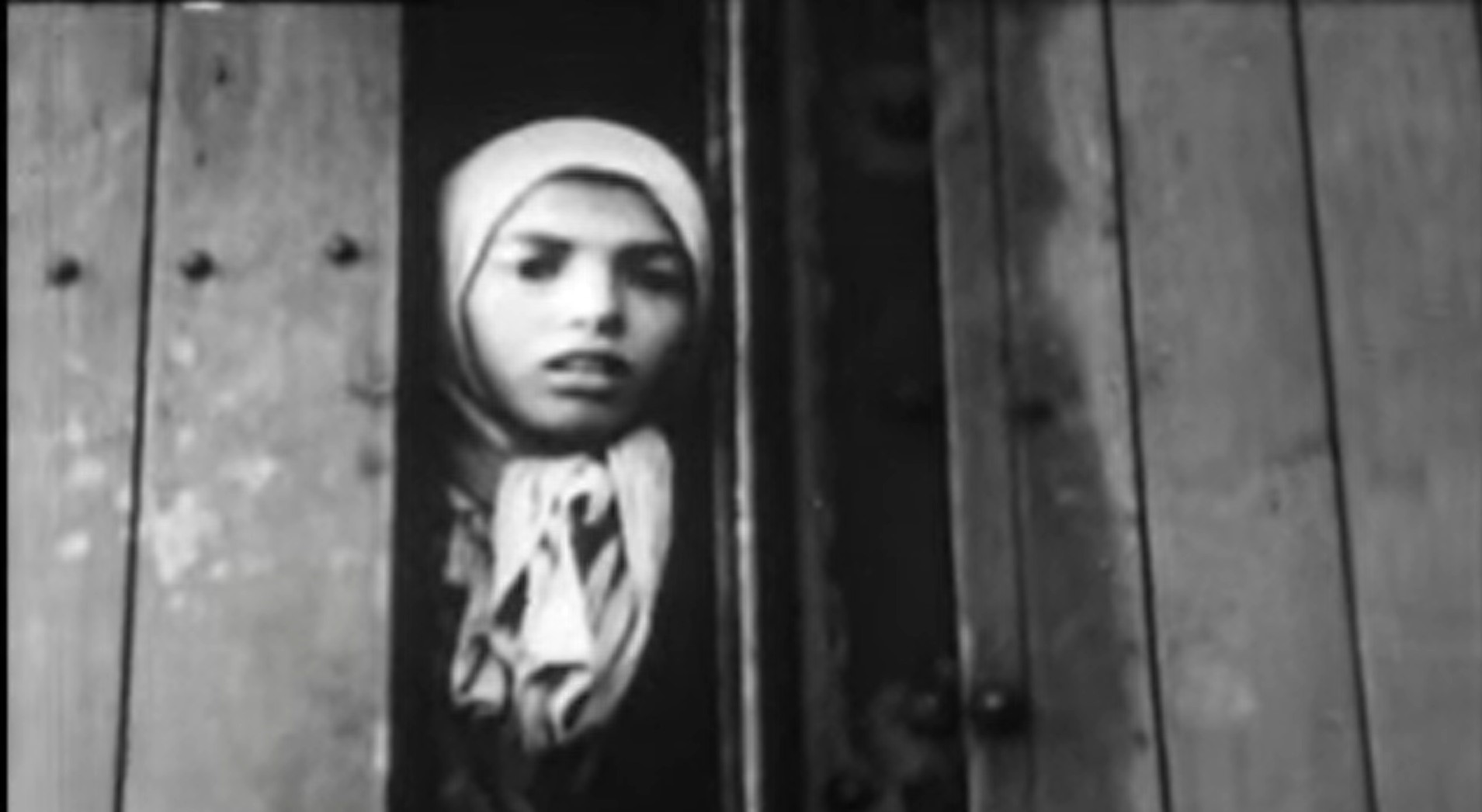
Imagen de Settela Steinbach extraída de una película sobre la vida en el Campo de concentración de Westerbork filmada por Rudolf Breslauer

Anna Maria (Settela) Steinbach (23 de diciembre de 1934, Buchten – 31 de julio de 1944) fue una niña holandesa que fue gaseada en el campo de exterminio de Alemania nazi en Auschwitz-Birkenau. Inicialmente identificada como una  judía holandesa, su identidad personal y su asociación con el grupo sinti del pueblo romaní fueron descubiertas en 1994.

## Vida
Steinbach nació en Heksenberg (actualmente parte de Heerlen, en el sur de Limburgo) como hija de un comerciante y violinista. El 14 de mayo de 1944, se organizó una razzia contra los romaníes en toda Holanda. Steinbach fue detenida en Eindhoven. Ese mismo día, llegó con otras 577 personas al campo de concentración de Westerbork. A doscientas setenta y nueve personas se les permitió salir de nuevo porque, aunque vivían en remolques, no eran romaníes. En Westerbork, la cabeza de Steinbach fue afeitada como medida preventiva contra los piojos. Al igual que las demás niñas y mujeres romaníes, llevaba una sábana rota alrededor de la cabeza para cubrir su calva.
El 19 de mayo Settela fue puesta en un transporte junto con otros 244 romaníes hacia Auschwitz-Birkenau en un tren que también contenía prisioneros judíos. Justo antes de que se cerraran las puertas, parece que miró por la abertura a un perro que pasaba o a los soldados de la alemana. Rudolf Breslauer, un prisionero judío de Westerbork, que estaba rodando una película por orden del comandante del campo alemán, filmó la imagen de la mirada temerosa de Settela asomándose al vagón. Crasa Wagner estaba en el mismo vagón y oyó a la madre de Settela llamarla por su nombre y advertirle que sacara la cabeza por la abertura.  Wagner sobrevivió a Auschwitz y pudo identificar a Settela en 1994.

## Muerte
El 22 de mayo los romaníes holandeses, entre ellos Steinbach, llegaron a Auschwitz-Birkenau. Fueron registrados y llevados a la sección romaní. Los romaníes que estaban en condiciones de trabajar fueron llevados a fábricas de municiones en Alemania. Los tres mil romaníes restantes fueron gaseados en el período comprendido entre julio y el 3 de agosto. Steinbach, su madre, dos hermanos, dos hermanas, una tía, dos sobrinos y una sobrina formaban parte de este último grupo. De la familia Steinbach sólo sobrevivió el padre, que murió en 1946 y está enterrado en el cementerio de Maastricht.

## Legado
Después de la guerra, el fragmento de siete segundos de la película de Breslauer se utilizó en muchos documentales. La imagen de la joven anónima que mira desde el vagón llena de miedo y a punto de ser transportada a Auschwitz se convirtió en un icono del Holocausto. Hasta 1994, sólo se la conocía como "la chica del tocado". Se asumió que era judía, ya que durante muchos años se prestó poca atención al genocidio de los 500 000 a 1 500 000 romaníes que fueron asesinados por los alemanes en los Porajmos de toda Europa.
En diciembre de 1992, el periodista holandés Aad Wagenaar comenzó a investigar su identidad. Siguiendo el número del exterior del vagón, el 10, el 16 o el 18, la descripción del vagón y la identidad de una única maleta que aparece en la toma, descubrió rápidamente que el transporte tuvo lugar el 19 de mayo de 1944 y que era un transporte mixto de gitanos holandeses y judíos. El 7 de febrero de 1994, en un campamento de remolques en Spijkenisse, Crasa Wagner pudo recordar y revelar el nombre de Settela Steinbach.
La búsqueda de la identidad de Settela Steinbach se documentó en el documental de Cherry Duyns en neerlandés: Settela, gezicht van het verleden(1994). Wagenaar publicó su investigación en el libro en neerlandés: Settela; het meisje heeft haar naam terug, lit. 'Settela; the girl got her name back',